# Amphiesma popei
Amphiesma popei là một loài rắn trong họ Colubridae. Loài này được Schmidt mô tả khoa học đầu tiên năm 1925.